# Un verano sin ti
Un Verano Sin Ti es el cuarto álbum de estudio en solitario del cantante puertorriqueño Bad Bunny. Fue lanzado el 6 de mayo de 2022 por Rimas Entertainment, luego del lanzamiento de su disco anterior El último tour del mundo (2020). El álbum contiene veintitrés pistas. y cuenta con las colaboraciones de Chencho Corleone, Jhay Cortez, Tony Dize, Rauw Alejandro, Bomba Estéreo, The Marías y Buscabulla.
Un Verano Sin Ti, un éxito comercial y de crítica, debutó en la cima del Billboard 200 de Estados Unidos, marcando el segundo álbum número uno de Bad Bunny y el tercer álbum en español en encabezar la lista.
Recibió dos nominaciones en la 23.ª entrega de los Premios Grammy Latinos por «álbum del año» y «mejor álbum de música urbana».

## Composición
Un verano sin ti es principalmente un disco de reguetón, cumbia e indie pop  impulsado por estilos musicales procedentes del Caribe, como el reggae, la bomba, el dembow, el mambo, el merengue y la bachata. El álbum también contiene elementos de a cappella, afrobeats, rock alternativo, balada, bossa nova, chillwave, dancehall, dance-pop, disco, electrónica, hip-hop, house, psicodélica, R&B, samba, sandungueo, soul, synth pop, techno y trap.

## Recepción

### Comentarios de la crítica
Un verano sin ti fue recibido con elogios de la crítica. En Metacritic, que asigna una calificación normalizada de 100 a las reseñas de publicaciones profesionales, el álbum recibió una puntuación promedio de 86, según seis reseñas, lo que indica «aclamación universal».
David Crone, de AllMusic, escribe: «Un verano no es sólo una obra de temporada, sino también un testimonio de la singular forma de componer de Benito: a través de géneros, generaciones e incluso idiomas, trabaja para producir hitos duraderos que trazan alegrías, penas y pasiones universales». Lucas Villa, de Consequence, alabó la versatilidad musical del álbum, destacando que «la cara B es la mitad más aventurera del álbum, empujando el sonido de Bad Bunny hacia nuevos lugares con colaboraciones con artistas alternativos. ... Con Un verano sin ti, Bad Bunny sigue dando a la música pop el sabor, la arrogancia y los sonidos caribeños que tanto necesita». Honrada con su etiqueta de «Mejor música nueva», Jennifer Mota de Pitchfork hace eco de los comentarios de Villa y escribe que el álbum es un «viaje coherentemente empaquetado a través de los diversos sonidos sinónimos de la región del Caribe: reguetón, reggae, bomba, dembow dominicano, mambo dominicano, y bachata, entre otros».

## Reconocimiento
| Publicación       | Lista                                                  | Rango | Ref.   |
| ----------------- | ------------------------------------------------------ | ----- | ------ |
| Complex           | Los 50 álbumes de 2022                                 | 2     | [ 26 ] |
| Los Angeles Times | Los 20 mejores álbumes de 2022                         | 3     | [ 27 ] |
| Pitchfork         | Los 50 mejores álbumes de 2022                         | 5     | [ 28 ] |
| Rolling Stone     | Los 100 mejores álbumes de 2022                        | 2     | [ 29 ] |
| Time              | Los 10 mejores álbumes de 2022                         | 1     | [ 30 ] |
| Billboard         | Los 100 mejores covers de álbumes de todos los tiempos | 40    | [ 31 ] |
| Rolling Stone     | Los 500 grandes álbumes de todos los tiempos           | 430   | [ 32 ] |

## Rendimiento comercial
Un verano sin ti debutó en el número uno en el Billboard 200 de Estados Unidos con 274 000 unidades equivalentes a álbumes, lo que la convierte en la semana más grande de 2022 para un álbum. Es el segundo álbum número uno de Bad Bunny y el segundo álbum íntegramente en español en encabezar el Billboard 200. El álbum también logró la semana de transmisión más grande para un álbum latino en la historia, acumulando 356.66 millones de transmisiones oficiales en los Estados Unidos, la mayor cantidad para cualquier álbum desde Certified Lover Boy de Drake en septiembre de 2021. Pasó 13 semanas no consecutivas en lo más alto de la lista, convirtiéndose en el álbum con más semanas en el número 1 en 2022 y el noveno álbum en total en pasar más de 10 semanas en lo más alto de la lista desde 2000. Es también el primer álbum que pasa sus primeros seis meses en la lista entre los dos primeros, desde que el Billboard 200 comenzó a publicarse en 1956. En 2022 encabezó la lista Billboard 200 Year-End Chart, siendo el primer álbum totalmente español en conseguirlo. Además, también se situó en el número 1 de las listas de fin de año de Independent Albums, Top Latin Albums y Latin Rhythm Albums.
Según la revista Hits, Un verano sin ti vendió 2.3 millones de unidades en septiembre de 2022, lo que lo convierte en el segundo álbum de habla no inglesa más vendido en la historia de Estados Unidos, por detrás de Canciones de mi padre, de Linda Ronstadt, con 2.5 millones de unidades.
El álbum ha vendido 4,7 millones en streaming, 3,8 millones en unidades en el 2022.
El álbum ha vendido 3 400 000 millones según Luminate en registros de Billboard.
El álbum rompió un Record Guinness siendo el álbum más vendido del año 2023 con 4.5 mil millones de preproducciones en Spotify .
El álbum alcanzó el número uno en la lista de álbumes españoles y ha recibido una certificación de triple platino por haber obtenido 160 000 unidades en el país. Un verano sin ti se convirtió en el primer álbum de Bad Bunny en llegar al top 10 en las listas musicales de Canadá, Italia, Holanda y Suiza.

## Premios y nominaciones
Un verano sin ti es el primer álbum en español nominado al Premio Grammy al álbum del año.
| Premiación                            | Año  | Categoría                     | Resultado | Ref.   |
| ------------------------------------- | ---- | ----------------------------- | --------- | ------ |
| American Music Awards                 | 2022 | Álbum latino favorito         | Ganador   | [ 45 ] |
| American Music Awards                 | 2022 | Álbum pop favorito            | Nominado  | [ 46 ] |
| Premios Billboard de la Música Latina | 2022 | Mejor álbum latino del año    | Ganador   | [ 47 ] |
| Premios Billboard de la Música Latina | 2022 | Álbum de ritmo latino del año | Ganador   | [ 47 ] |
| Premios Grammy Latinos                | 2022 | Mejor álbum de música urbana  | Ganador   | [ 48 ] |
| Premios Grammy Latinos                | 2022 | Álbum del año                 | Nominado  | [ 48 ] |
| MTV Video Music Awards                | 2022 | Álbum del año                 | Nominado  | [ 49 ] |
| Premios People's Choice               | 2022 | El álbum de 2022              | Nominado  | [ 50 ] |
| Premios Grammy                        | 2023 | Álbum del año                 | Nominado  | [ 51 ] |
| Premios Grammy                        | 2023 | Mejor álbum de música urbana  | Ganador   | [ 51 ] |

## Lista de canciones
Todas las pistas están escritas por Benito Martínez, excepto donde se indique.

| N.º   | Título                                   | Escritor(es)                        | Productor(es)                                  | Duración |  |
| 1.    | «Moscow Mule»                            |                                     | MAG La Paciencia Mick SCOTT                    | 4:05     |  |
| 2.    | «Después de la playa»                    |                                     | MAG La Paciencia Elikai                        | 3:50     |  |
| 3.    | «Me porto bonito» (con Chencho Corleone) | Martínez Orlando Valle              | MAG Subelo NEO La Paciencia Lennex             | 2:58     |  |
| 4.    | «Tití me preguntó»                       |                                     | MAG La Paciencia                               | 4:03     |  |
| 5.    | «Un ratito»                              |                                     | Tainy La Paciencia De la Cruz                  | 2:56     |  |
| 6.    | «Yo no soy celoso»                       |                                     | Tainy La Paciencia Richie                      | 3:50     |  |
| 7.    | «Tarot» (con Jhay Cortez)                | Martínez Jesús Nieves               | Tainy La Paciencia Albert Hype Jota Rosa       | 3:57     |  |
| 8.    | «Neverita»                               |                                     | Tainy La Paciencia Cheo Legendary              | 2:53     |  |
| 9.    | «La corriente» (con Tony Dize)           |                                     | Demy & Clipz Subelo NEO La Paciencia MAG Tainy | 3:18     |  |
| 10.   | «Efecto»                                 |                                     | Boss Charity MAG                               | 3:33     |  |
| 11.   | «Party» (con Rauw Alejandro)             | Martínez Raúl Ocasio                | Tainy                                          | 3:47     |  |
| 12.   | «Aguacero»                               |                                     | MAG La Paciencia Byrd                          | 3:30     |  |
| 13.   | «Enséñame a bailar»                      |                                     | MAG La Paciencia                               | 2:56     |  |
| 14.   | «Ojitos lindos» (con Bomba Estéreo)      | Martínez Liliana Saumet Simón Mejía | Tainy La Paciencia mAsis                       | 4:18     |  |
| 15.   | «Dos mil 16»                             |                                     | MAG La Paciencia MXV C-Gutta Hide Miyabi       | 3:28     |  |
| 16.   | «El apagón»                              |                                     | MAG La Paciencia                               | 3:21     |  |
| 17.   | «Otro atardecer» (con The Marías)        | • Francisco Pita                    | MAG La Paciencia Zulia                         | 4:04     |  |
| 18.   | «Un coco»                                |                                     | MAG La Paciencia Magicenelbeat                 | 3:16     |  |
| 19.   | «Andrea» (con Buscabulla)                |                                     | MAG Mick SCOTT                                 | 5:39     |  |
| 20.   | «Me fui de vacaciones»                   |                                     | Tainy La Paciencia Richi                       | 3:00     |  |
| 21.   | «Un verano sin ti»                       |                                     | La Paciencia Mora Haze                         | 2:28     |  |
| 22.   | «Agosto»                                 |                                     | MAG La Paciencia Hassi                         | 2:19     |  |
| 23.   | «Callaíta»                               |                                     | Tainy                                          | 4:10     |  |
| 81:53 |                                          |                                     |                                                |          |  |

## Posicionamiento en listas
| Listas (2022)                                 | Mejor posición |
| --------------------------------------------- | -------------- |
| Alemania (Offizielle Top 100)                 | 35             |
| Austria (Ö3 Austria)                          | 21             |
| Australia (ARIA) Hitseekers Albums            | 2              |
| Bélgica (Ultratop Flandes)                    | 25             |
| Bélgica (Ultratop Valonia)                    | 26             |
| Canadá (Billboard Canadian Albums)            | 4              |
| Estados Unidos Billboard 200                  | 1              |
| Estados Unidos Independent Albums (Billboard) | 1              |
| Estados Unidos Top Latin Albums (Billboard)   | 1              |
| España (PROMUSICAE)                           | 1              |
| Dinamarca (Hitlisten)                         | 38             |
| Francia (SNEP)                                | 23             |
| Irlanda (OCC)                                 | 26             |
| Italia (FIMI)                                 | 9              |
| Lituania (AGATA)                              | 39             |
| Noruega (VG-lista)                            | 14             |
| Países Bajos (Album Top 100)                  | 5              |
| (Sverigetopplistan)                           | 58             |
| Suiza (Schweizer Hitparade)                   | 3              |
| Reino Unido (UK Albums Chart)                 | 62             |

| Lista (2022)                                  | Posición |
| --------------------------------------------- | -------- |
| Bélgica (Ultratop Flanders)                   | 119      |
| Bélgica (Ultratop Wallonia)                   | 97       |
| Canadá Canadian Albums (Billboard)            | 44       |
| España (PROMUSICAE)                           | 1        |
| Estados Unidos Billboard 200                  | 1        |
| Estados Unidos Independent Albums (Billboard) | 1        |
| Estados Unidos Top Latin Albums (Billboard)   | 1        |
| Francia (SNEP)                                | 133      |
| Italia (FIMI)                                 | 22       |
| Países Bajos (Album Top 100)                  | 49       |
| Suiza (Schweizer Hitparade)                   | 14       |

## Certificaciones
| País   | Organismo certificador | Certificación      | Ventas certificadas | Ref    |
| ------ | ---------------------- | ------------------ | ------------------- | ------ |
| España | Promusicae             | 7× Platino         | 280 000             | [ 82 ] |
| Italia | FIMI                   | Platino            | 50 000              | [ 83 ] |
| México | AMPROFON               | Diamante + platino | +840 000            | [ 84 ] |